# Konstantinos Nikolakopoulos
Konstantinos Nikolakopoulos (* 19. Juni 1961 in Patras, Griechenland) ist ein orthodoxer Theologe und Professor an der Ludwig-Maximilians-Universität München. Die Schwerpunkte seiner Forschungen betreffen das Neue Testament und die Kirchenmusik.

## Leben
Nikolakopoulos besuchte die griechische Volksschule in Patras (1967–1973) und anschließend das „Protypon“ Gymnasium (Modellschule) in Patras (1973–1979), wo er das Abitur ablegte. Von 1976 bis 1979 studierte er Byzantinische Musik im Apollonion Odeum (Zweigstelle: Patras). Nachdem er 1979 die Zulassungsprüfung zum Theologiestudium an der Athener Universität bestanden hatte, folgte von 1979 bis 1983 das Studium der Orthodoxen Theologie, das er mit dem Diplom der Theologie beendete und hierdurch die Berechtigung zum kirchlichen (Weihe-) und schulischen Dienst (Religionslehrer) erwarb.
Daneben studierte er von 1979 bis 1982 Europäische und Byzantinischen Musik im Apollonion Odeum in Athen weiter. Zwischenzeitlich war er von 1977 bis 1984 Kirchenkantor in verschiedenen Kirchengemeinden in Patras und Athen. 1982 erwarb er das Abschlusszeugnis als Kirchensänger und erlangte das Diplom für Byzantinische Musik.
Von 1982 bis 1984 studierte er Germanistik an der Universität Athen. Daraufhin setzte er von 1984 bis 1989 seine theologischen Studien, insbesondere Neues Testament und Ökumenische Theologie, an den Universitäten Regensburg und München fort. Seit 1985 ist Nikolakopoulos Hauptkirchensänger und Chorleiter der griechisch-orthodoxen Hl. Demetrios-Gemeinde, dann in der Allerheiligen-Gemeinde und seit 1999 in der griechisch-orthodoxen Salvatorkirche in München.
Nach dem Wehrdienst von 1990 bis 1991 in Griechenland wurde er 1991 zum Doktor der Theologie an der Universität Athen promoviert. Das Thema seiner Dissertation lautete Die rhetorischen Gedankenfiguren in den historischen Büchern des Neuen Testaments.
Nikolakopoulos ist mit Maria Lianou verheiratet und Vater zweier Töchter namens Nemi und Xenia.

## Wissenschaftlicher Werdegang
Von 1991 bis 1998 war Nikolakopoulos Wissenschaftlicher Assistent am Institut für Orthodoxe Theologie der Ludwig-Maximilians-Universität München. Von 1991 bis 1993 war er freier Mitarbeiter der Münchener Volkshochschule als Dozent für byzantinische Kirchenmusik. Seit 1991 ist er Mitglied der Schriftleitung der Zeitschrift „Orthodoxes Forum“.
Im Jahre 1998 habilitierte sich Nikolakopoulos an der Evangelisch-Theologischen Fakultät der Universität München im Fach „Neues Testament (Orthodoxe Theologie)“ bei Ferdinand Hahn mit einer Habilitationsschrift zum Thema: „Die 'unbekannten' Hymnen des Neuen Testaments. Die orthodoxe Hermeneutik und die historisch-kritische Methode“. Von 1998 bis 2003 war er ferner Beauftragter des bayerischen Kultusministeriums für die Erteilung des orthodoxen Religionsunterrichts an orthodoxe Schüler der deutschen Schulen (Gymnasialstufe) und führte Kolloquiumsprüfungen für den Grundkurs „Orthodoxe Religionslehre“ in der Kollegstufe der deutschen Gymnasien durch.
1999 erlangte Nikolakopoulos die Lehrberechtigung für das Fachgebiet „Neues Testament (Orthodoxe Theologie)“ und wurde zum Privatdozenten der Universität München ernannt. Von 1998 bis 2000 vertrat er eine Professur für Biblische Theologie an der Ausbildungseinrichtung für Orthodoxe Theologie der Universität München. Seit 2003 ist er außerdem Vorsitzender der Gemeinsamen Kommission (Fachbereichsrat) für Orthodoxe Theologie der Universität München und somit Leiter der Ausbildungseinrichtung für Orthodoxe Theologie. Dort vertrat er von 2005 bis 2007 eine Professur für Biblische Theologie und wurde 2007 zum Professor für Biblische Theologie auf Lebenszeit an dieser Ausbildungseinrichtung ernannt. 2006 wurde er Nachfolger von Theodor Nikolaou als Herausgeber der Zeitschrift „Orthodoxes Forum“.

## Orthodoxe Einschätzung neutestamentlicher Einleitungsfragen
Sein Studienbuch Das Neue Testament in der Orthodoxen Kirche ist die „erste deutschsprachige orthodoxe Einführung in das Neue Testament“. Darin möchte Nikolakopoulos die orthodoxe Einschätzung der mit dem Werden der Schriften des Neuen Testaments sowie der Sammlung insgesamt darlegen. Er führt vorzugsweise griechische Fachliteratur an und begründet das damit, dass im 20. Jahrhundert wegen des Eisernen Vorhanges aus den orthodoxen Regionen Europas fast nur griechische Theologen im westlichen Europa studieren konnten; infolgedessen wurde wissenschaftliche orthodoxe Fachliteratur überwiegend in griechischer Sprache verfasst.
Beim Beurteilen historischer Fragen bei der Entstehung der neutestamentlichen Schriften berücksichtigt Nikolakopoulos die Aussagen der Kirchenväter stark. Die Verfasserfragen bei den Schriften des Neuen Testaments beantwortet er tendenziell konservativ. Paulus gilt als Verfasser aller 13 Paulusbriefe, bei den Pastoralbriefen greift Nikolakopoulos aber auf eine Sekretärshypothese zurück. Den 2. Brief des Petrus hält er allerdings für pseudonym. Für die Evangelien nennt er folgende Schätzungen: Mk 64-70 n. Chr., Lk um 70, Mt 70–80, Joh um 90.

## Veröffentlichungen (Auswahl)
- Orthodoxe Hymnographie. Lexikon der orthodoxen hymnologisch-musikalischen Terminologie. Schliern, Klimmeck 1999, ISBN 3-906596-04-4.
- Die „unbekannten“ Hymnen des Neuen Testaments. Die orthodoxe Hermeneutik und die historisch-kritische Methode. Exegetische und theologische Deutung neutestamentlicher Stellen unter Berücksichtigung des orthodoxen Kultus. Shaker, Aachen 2000, ISBN 3-8265-7719-1.
- als Herausgeber mit Athanasios Vietsis und Vladimir Ivanov: Orthodoxe Theologie zwischen Ost und West. Festschrift für Prof. Theodor Nikolaou. Lembeck, Frankfurt am Main 2002, ISBN 3-87476-401-X.
- als Herausgeber: Benedikt XVI. und die orthodoxe Kirche. Bestandsaufnahmen, Erwartungen, Perspektiven. EOS, St. Ottilien 2008, ISBN 978-3-8306-7354-5.
- Das Neue Testament in der Orthodoxen Kirche. Grundlegende Fragen einer Einführung in das Neue Testament. Lit, Berlin/Münster 2011, ISBN 978-3-643-10869-2 (2. überarbeitete Auflage 2014).
- Gesammelte orthodoxe theologische Studien. Cuvillier, Göttingen 2015, ISBN 978-3-7369-9036-4.
- als Herausgeber mit Ioan Vasile Leb und Ilie Ursa: Die orthodoxe Kirche in der Selbstdarstellung. Ein Kompendium. Lit, Berlin/Münster 2016, ISBN 978-3-643-12844-7.

## Einzelbelege
1. ↑  Konstantinos Nikolakopoulos: Das Neue Testament in der Orthodoxen Kirche. Grundlegende Fragen einer Einführung in das Neue Testament. Berlin 2014, 2. Auflage, S. 16 (Vorwort).
2. ↑  So sagt Nikolakopoulos selbst, in: Das Neue Testament …, 2014, S. 13.
3. ↑  Darauf verweist Franz Graf-Stuhlhofer in seiner Rezension dieses Buches, erschienen im Jahrbuch für Evangelikale Theologie 30 (2016) S. 240–242 (Auszüge daraus hier).
4. ↑  So wird Nikolakopoulos in der Rezension von Graf-Stuhlhofer wiedergegeben.
5. ↑  Nikolakopoulos: Das Neue Testament …, 2014, S. 253. Zusammengefasst in der Rezension von Graf-Stuhlhofer.
6. ↑  Zum 2. Petrusbrief siehe Nikolakopoulos: Das Neue Testament …, 2014, S. 276f; zur Datierung der Evangelien siehe die Rez. von Graf-Stuhlhofer.

| Personendaten    | Personendaten                |
| ---------------- | ---------------------------- |
| NAME             | Nikolakopoulos, Konstantinos |
| KURZBESCHREIBUNG | orthodoxer Theologe          |
| GEBURTSDATUM     | 19. Juni 1961                |
| GEBURTSORT       | Patras, Griechenland         |